# Wolfgang Irtenkauf
Wolfgang Irtenkauf (* 9. Januar 1928 in Göppingen; † 22. November 2003) war ein deutscher Bibliothekar.

## Leben
Wolfgang Irtenkauf studierte katholische Theologie, Musik- und Bibliothekswissenschaft an der Eberhard Karls Universität Tübingen. 1953 wurde er zum Dr. phil. promoviert. Anschließend trat er in den staatlichen Bibliotheksdienst und war bis 1988 Leiter der Handschriftenabteilung der Württembergischen Landesbibliothek. Er veröffentlichte zahlreiche Schriften zu Themen der Kultur und Geschichte Württembergs. Sein Nachfolger als Leiter der Handschriftenabteilung an der Württembergischen Landesbibliothek wurde Felix Heinzer.

## Auszeichnungen
Irtenkauf war Ritter des Silvesterordens.

## Schriften (Auswahl)
- Zur liturgischen Seite des Eberhardgebetbuches. In: Ewald Lissberger (Hg.): In libro humanitas. Festschrift für Wilhelm Hoffmann zum 60. Geburtstag, 21. April 1961, Stuttgart: Klett 1962, S. 189–203.
- Fridolin – der heilige Mann zwischen Alpen und Rhein: e. dt. Fridolinsleben, gedr. in Basel um 1480. Hrsg.: Wolfgang Irtenkauf. Thorbecke, Sigmaringen 1983, ISBN 3-7995-4044-X.
- Stuttgarter Zimelien. Württembergische Landesbibliothek – aus den Schätzen ihrer Handschriftensammlung. Württembergische Landesbibliothek, Stuttgart 1985, ISBN 3-88282-011-X
- Von St. Blasien in die ganze Welt, zur Geschichte des sog. St. Blasien-Psalters, In: Geschichtsverein Hochrhein (Hrsg.): Heimat am Hochrhein; Jahrbuch XXIV., S. 61–70, 1999